# Megumi Hayashibara
Megumi Hayashibara (林原 めぐみ, Hayashibara Megumi, Kita, 30 maart 1967) is een Japans stemactrice (seiyu), zangeres, tekstdichter en radiopresentator uit Tokio. Hayashibara is een van de meest prominente Japanse stemactrices uit de jaren 1990. Ze is vooral bekend voor haar rollen in Love Hina, Saber Marionette J, Ranma ½, Neon Genesis Evangelion, Cowboy Bebop, Slayers, Detective Conan, Pokémon, All Purpose Cultural Catgirl Nuku Nuku, Video Girl Ai en Shaman King.

## Biografie
Megumi Hayashibara werd geboren op 30 maart 1967 te Kita, Tokio. Ze studeerde aan een Katholieke school en werd soms gepest. Hayashibara was actief in verscheidene clubs, waaronder over badminton, biologie, radio, drama en de Engelse taal. Ze speelde de rol van Alice in een Engelse versie van Alice's Adventures in Wonderland. Hoewel ze een gediplomeerd verpleegster is, heeft ze het beroep nooit uitgeoefend.
Hayashibara huwde op 30 maart 1998. Op 10 januari 2004 kondigde ze tijdens haar radioprogramma aan dat ze zwanger was van haar eerste kind. Op 28 juni 2004 beviel ze van een dochter via een spoedkeizersnede.

### Seiyu
Op dezelfde dag waarop Hayashibara haar aanmelding voor haar verpleegopleiding binnenbracht, vond ze een advertentie voor gratis audities voor stemacteurs bij Arts Vision. Ze stuurde een demo-opname op. Enkele maanden later kreeg ze bericht dat ze geslaagd was voor de eerste fase van de auditie. Ze besloot om haar opleiding tot verpleegster te combineren met stemmenwerk. Na een jaar training als stemactrice werd Hayashibara gekozen voor enkele kleine rollen in de reeks Maison Ikkoku. In het begin van haar carrière had ze moeite met haar zinnen en moest ze vaak nablijven na opnamesessies om hen opnieuw op te nemen. Later liep Hayashibara een auditie voor Ranma ½. Ze hoopte op de rol van Akane Tendo, maar werd uiteindelijk aangenomen als de vrouwelijke helft van het personage Ranma Saotome. In 1993 en 1995 was Hayashibara te gast op Anime America. Op de editie in 1995 besloot ze om zelf een Engelstalige speech te geven nadat de vertaling van haar speech in 1993 inaccuraat was gebleken. In 1995 verleende ze haar stem aan het personage Rei Ayanami in Neon Genesis Evangelion.
Naast de rol van Team Rocket's Musashi/Jessie, speelde Hayashibara verscheidene kleine rollen in de Pokémon anime. Deze includeerden Ash's Pidgeotto en Pidgeot, May's Skitty, Whitney's Miltank, Clair's Dratini en Dragonair, Latios, Latias en Anabel's Espeon.
Hayashibara speelt ook Ai Haibara in de anime Detective Conan.

### Diskjockey
Tijdens haar studies werkte Hayashibara tijdelijk als radio-dj bij een lokale schaatsbaan. Na haar doorbraak als stemactrice kreeg ze haar eigen radioshow getiteld Heartful Station. Na 17 uitzendingen werd de show stopgezet. Zes maand later begon Hayashibara een nieuwe show bij een andere zender.

### Schrijver
Hayashibara schreef een aantal strips voor het Anime V tijdschrift. De reeks, getiteld Megumi-Toons, werd getekend door Sakura Asagi en handelden over haar privéleven en carrière. De hoofdstukken werden samengebundeld in een boek getiteld Ashita ga aru sa (明日があるさ, "Er is altijd morgen nog"). Hayashibara schreef ook twee rubrieken voor het Newtype tijdschrift: Aitakute Aitakute en Speaking in Character. Aitakute Aitakute is een reeks interviews afgenomen door Hayashibara. Speaking in Character werd naar het Engels vertaald voor Newtype USA.

## Filmografie

### Televisieanime
| Jaar                    | Titel                                                                               | Rol | Bijzonderheden         | Bronnen       |
| ----------------------- | ----------------------------------------------------------------------------------- | --- | ---------------------- | ------------- |
| 1986                    | Maison Ikkoku                                                                       | Verscheidene kleine rollen | Debuut als stemactrice |               |
| 1988                    | Osomatsu-kun                                                                        | Todomatsu |                        |               |
| 1988                    | Mashin Hero Wataru                                                                  | Himiko Shinobibe |                        |               |
| 1988                    | Moeru! Oniisan                                                                      | Kaede |                        |               |
| 1989                    | Chinpui                                                                             | Eri Kasuga |                        | [ 20 ]        |
| 1989                    | City Hunter                                                                         | Misuzu |                        |               |
| 1989                    | Alfred J. Kwak                                                                      | Alfred J. Kwak |                        |               |
| 1989                    | Mado King Granzort                                                                  | Guriguri en Enuma |                        |               |
| 1989                    | Patlabor: The TV Series                                                             | Momoko Sakurayama |                        |               |
| 1989                    | Ranma ½                                                                             | Ranma Saotome (vrouwelijke vorm en kindertijd) |                        |               |
| 1989                    | Tenkuu Senki Shurato                                                                | Naraou Renge |                        |               |
| 1990                    | Idol Angel Yokoso Yoko                                                              | Saki Yamamori |                        |               |
| 1990                    | Kyatto Ninden Teyandee                                                              | Chomoranma #1/2 |                        |               |
| 1990                    | Tensai Bakabon                                                                      | Bakabon |                        |               |
| 1991                    | Kinkyu Hasshin Saver Kids                                                           | Seira |                        |               |
| 1991                    | Magical Princess Minky Momo                                                         | Minky Momo | Tweede reeks           |               |
| 1991                    | Goldfish Warning!                                                                   | Gyopi |                        |               |
| Zettai Muteki Raijin-Oh | Yu Izumi, Ruruko Himeki, Faruzebu, Kozue Yamaguchim, Hicho's moeder, Yoppa's moeder | |                        |               |
| 1992                    | Flanders no Inu, Boku no Patrasche                                                  | Nero |                        |               |
| 1992                    | Floral Magician Mary Bell                                                           | Mory |                        |               |
| 1992                    | Tekkaman Blade                                                                      | Aki |                        |               |
| 1992                    | YuYu Hakusho                                                                        | Genkai (kind) |                        |               |
| 1993                    | Nekketsu Saikyo Gozaurer                                                            | Hiromi Tachibana |                        |               |
| 1994                    | Blue Seed                                                                           | Momiji Fujimiya |                        |               |
| 1994                    | Christmas in January                                                                | Mizuki |                        |               |
| 1994                    | DNA²                                                                                | Tomoko Saeki |                        |               |
| 1994                    | Tico of the Seven Seas                                                              | Nanami Simpson |                        |               |
| 1995                    | Neon Genesis Evangelion                                                             | Rei Ayanami, Yui Ikari, Penpen, Unit 01 |                        |               |
| 1995                    | Slayers                                                                             | Lina Inverse |                        |               |
| 1995                    | Sorcerer Hunters                                                                    | Tira Misu |                        |               |
| 1996                    | Detective Conan                                                                     | Shiho Miyano (Ai Haibara) |                        | [ 21 ]        |
| 1996                    | Slayers Next                                                                        | Lina Inverse |                        | [ 22 ]        |
| 1996                    | Saber Marionette J                                                                  | Lime |                        | [ 23 ] [ 24 ] |
| 1997                    | Pocket Monsters                                                                     | Musashi (Jessie), Mutsuko (Cindy), Satoshi's Fushigidane (Ash's Bulbasaur), Satoshi's Pigeon (Ash's Pidgeotto) |                        |               |
| 1997                    | Saber Marionette J Again                                                            | Lime |                        |               |
| 1997                    | Slayers Try                                                                         | Lina Inverse |                        |               |
| 1997                    | The Puzzling Challenge Letter of the Mysterious Thief Dorapan                       | Wang Dora |                        |               |
| 1998                    | All Purpose Cultural Cat Girl Nuku Nuku                                             | Atsuko Natsume |                        |               |
| 1998                    | Cowboy Bebop                                                                        | Faye Valentine |                        |               |
| 1998                    | Cyber Team in Akihabara                                                             | Tsubame Otorii |                        |               |
| 1998                    | Lost Universe                                                                       | Canal Vorfeed |                        |               |
| 1998                    | Saber Marionette J to X                                                             | Lime |                        |               |
| 1998                    | Shadow Skill                                                                        | Elle Regu |                        | [ 25 ] [ 26 ] |
| 1998                    | The Great Operating of Springing Insects                                            | Wang Dora |                        |               |
| 1999                    | Pocket Monsters: Episode Orange Archipelago                                         | Musashi (Jessie), Satoshi's Fushigidane (Ash's Bulbasaur), Satoshi's Pigeon/Pidgeot (Ash's Pidgeotto/Pidgeot) |                        |               |
| 1999                    | Pocket Monsters: Episode Gold & Silver                                              | Silver |                        |               |
| 1999                    | Starship Girl Yamamoto Yohko                                                        | Madoka Midou |                        |               |
| 2000                    | Love Hina                                                                           | Haruka Urashima |                        |               |
| 2000                    | Mewtwo! I Am Here                                                                   | Musashi (Jessie), Satoshi's Fushigidane (Ash's Bulbasaur), Pikachutwo |                        |               |
| 2000                    | Doki Doki Wildcat Engine                                                            | Wang Dora |                        |               |
| 2001                    | Shaman King                                                                         | Anna Kyoyama, Opacho |                        |               |
| 2001                    | Tales of Eternia: The Animation                                                     | Marone Bluecarno |                        |               |
| 2002                    | Cheeky Angel                                                                        | Megumi Amatsuka |                        |               |
| 2002                    | Panyo Panyo Di Gi Charat                                                            | Piyoko |                        |               |
| 2002                    | Pocket Monsters Side Stories                                                        | Musashi (Jessie), Satoshi's Fushigidane (Ash's Bulbasaur), Satoshi's Gomazou (Ash's Phanpy) |                        |               |
| 2002                    | Pocket Monsters: Advanced Generation                                                | Musashi (Jessie),Hoenn Pokédex, Satoshi's Fushigidane (Ash's Bulbasaur), Satoshi's Gomazou (Ash's Phanpy), Takeshi's Mizugorou (Brock's Mudkip), Kasumi's Ruriri (Misty's Azurill), Haruka's Eneco (May's Skitty), Haruka's Eievui (May's Eevee) |                        |               |
| 2002                    | Goal! Goal! Goal                                                                    | Wang Dora |                        |               |
| 2003                    | Di Gi Charat Nyo!                                                                   | Piyoko |                        |               |
| 2003                    | Hitsuji no Uta                                                                      | Chizuna Takashiro |                        |               |
| 2004                    | Sgt. Frog                                                                           | Rei Ayanami | Aflevering 48          |               |
| 2006                    | The Mastermind of Mirage Pokémon                                                    | Musahi (Jessie) |                        |               |
| 2006                    | Pocket Monsters: Diamond and Pearl                                                  | Musashi (Jessie), Satoshi's Fushigidane (Ash's Bulbasaur), Satoshi's Hikozaru (Ash's Chimchar), Haruka's Glacia (May's Glaceon) |                        |               |
| 2006                    | Hello Kitty: Ringo no Mori no Fantasy                                               | Hello Kitty |                        | [ 27 ]        |
| 2008                    | Slayers Revolution                                                                  | Lina Inverse |                        | [ 28 ] [ 29 ] |
| 2009                    | Slayers Evolution-R                                                                 | Lina Inverse |                        |               |
| 2010                    | Pocket Monsters: Best Wishes!                                                       | Musashi (Jessie), Satoshi's Tsutarja (Ash's Snivy), Cabernet's Futachimaru (Burgundy's Dewott), Joy's Tabunne (Nurse Joy's Audino) |                        |               |
| 2010                    | Rainbow: Nisha Rokubo no Shichinin                                                  | Narrator |                        |               |
| 2011                    | Blue Exorcist                                                                       | Yuri Egin |                        |               |
| 2012                    | Pocket Monsters: Best Wishes! Season 2                                              | Musashi (Jessie), Satoshi's Tsutarja (Ash's Snivy), Cabernet's Futachimaru (Burgundy's Dewott), Joy's Tabunne (Nurse Joy's Audino) |                        |               |
| 2013                    | Chihayafuru 2                                                                       | Midori Sakurazawa |                        |               |
| 2013                    | Pocket Monsters: Best Wishes! Season 2: Episode N                                   | Musashi (Jessie), Satoshi's Fushigidane (Ash's Bulbasaur), Satoshi's Pigeon (Ash's Pidgeotto), Satoshi's Tsutarja (Ash's Snivy), Joy's Tabunne (Nurse Joy's Audino)                                                                              |                        |               |
| 2013                    | Pocket Monsters: Best Wishes! Season 2: Decolora Adventure                          | Musashi (Jessie), Satoshi's Fushigidane (Ash's Bulbasaur), Satoshi's Tsutarja (Ash's Snivy), Joy's Tabunne (Nurse Joy's Audino) |                        |               |
| 2013                    | Pocket Monsters: XY                                                                 | Musashi (Jessie), Serena's Fokko/Tairenar (Serena's Fennekin/Braixen), Florges |                        |               |
| 2014                    | Insufficient Direction                                                              | Ronpasu |                        |               |
| 2014                    | Magic Kaito 1412                                                                    | Ai Haibara |                        |               |
| 2014                    | One Piece                                                                           | Rebecca |                        |               |
| 2014                    | Wildernuts                                                                          | Ludo |                        |               |
| 2014                    | Space Dandy                                                                         | Pine-Pine |                        |               |
| 2014                    | Sword Art Online II                                                                 | Kyouko Yuuki |                        | [ 30 ]        |
| 2014                    | Cross Ange                                                                          | Sophia Ikaruga Misurugi |                        | [ 31 ]        |
| 2015                    | Pocket Monsters: XY&Z                                                               | Musashi (Jessie), Serena's Tairenar (Serena's Braixen), Florges |                        |               |
| 2016                    | Showa Genroku Rakugo Shinjū                                                         | Miyokichi |                        |               |
| 2016                    | Ushio and Tora                                                                      | Hakumen no Mono |                        | [ 32 ]        |
| 2016                    | Sengoku Chojouu Giga                                                                | Narrator |                        |               |
| 2016                    | Pocket Monsters: Sun & Moon                                                         | Musashi (Jessie), Satoshi's Fushigidane (Ash's Bulbasaur), Satoshi's Mokuroh (Ash's Rowlet), Satoshi's Iwanko (Ash's Rockruff) |                        |               |
| 2017                    | Onihei Hankacho                                                                     | Ofusa | Aflevering 2           | [ 33 ]        |
| 2017                    | The Dragon Dentist                                                                  | Shibana Natsume |                        | [ 34 ]        |
| 2017                    | Rin-ne                                                                              | Otome Rokudo |                        |               |
| 2018                    | FLCL Progressive                                                                    | Haruha Raharu |                        | [ 35 ]        |
| 2018                    | Karakuri Circus                                                                     | Shirogane Saiga |                        | [ 36 ]        |

### Original video animation (OVA)
| Jaar | Titel                                      | Rol                 | Bijzonderheden | Bronnen       |
| ---- | ------------------------------------------ | ------------------- | -------------- | ------------- |
| 1989 | Mobile Suit Gundam 0080: War in the Pocket | Christina Mackenzie |                |               |
| 1989 | Riding Bean                                | Carrie              |                |               |
| 1990 | Video Girl Ai                              | Ai                  |                |               |
| 1991 | 3×3 Eyes                                   | Pai                 |                | [ 37 ]        |
| 1994 | Minky Momo: Tabidachi no Eki               | Momo                |                | [ 38 ]        |
| 1994 | Tekkaman Blade II                          | Aki                 |                | [ 39 ]        |
| 1994 | Macross Plus                               | Lucy Macmillan      |                | [ 40 ]        |
| 1995 | 3×3 Eyes Seima Densetsu                    | Pai                 |                | [ 37 ]        |
| 1995 | Saber Marionette R                         | Lime                |                | [ 41 ] [ 42 ] |

### Animefilms
| Jaar | Titel                                                                                             | Rol                                                                                      | Bijzonderheden | Bronnen |
| ---- | ------------------------------------------------------------------------------------------------- | ---------------------------------------------------------------------------------------- | -------------- | ------- |
| 1986 | Project A-ko                                                                                      | Ume                                                                                      |                | [ 43 ]  |
| 1986 | Castle in the Sky                                                                                 | Vrouw met blauwe kleding                                                                 |                |         |
| 1992 | Hashire Melos!                                                                                    | Clair                                                                                    |                |         |
| 1994 | Sailor Moon S: The Movie                                                                          | Himeko Nayotake                                                                          |                |         |
| 1995 | Doraemon: Nobita's Diary of the Creation of the World                                             | Bidano, Nobiko, Nonbi                                                                    |                |         |
| 1995 | Slayers The Motion Picture                                                                        | Lina Inverse                                                                             |                |         |
| 1996 | Slayers Return                                                                                    | Lina Inverse                                                                             |                |         |
| 1997 | Elmer's Adventure: My Father's Dragon                                                             | Boris the Dragon                                                                         |                |         |
| 1997 | Detective Conan: The Time Bombed Skyscraper                                                       | Ai Haibara                                                                               |                |         |
| 1997 | Neon Genesis Evangelion: Death & Rebirth                                                          | Rei Ayanami                                                                              |                |         |
| 1997 | Slayers Great                                                                                     | Lina Inverse                                                                             |                |         |
| 1997 | The End of Evangelion                                                                             | Rei Ayanami                                                                              |                |         |
| 1998 | Pocket Monsters the Movie: Mewtwo's Counterattack                                                 | Musashi (Jessie), Satoshi's Fushigidane (Ash's Bulbasaur), Pikachutwo                    |                |         |
| 1998 | Slayers Gorgeous                                                                                  | Lina Inverse                                                                             |                |         |
| 1998 | Detective Conan: The Fourteenth Target                                                            | Ai Haibara                                                                               |                |         |
| 1999 | Pocket Monsters the Movie - Mirage Pokémon: Lugia's Explosive Birth                               | Musashi (Jessie), Satoshi's Fushigidane (Ash's Bulbasaur)                                |                | [ 44 ]  |
| 1999 | Detective Conan: The Last Magician of the Century                                                 | Ai Haibara                                                                               |                |         |
| 2000 | Crayon Shin Chan                                                                                  | Chris the Cowboy Girl                                                                    |                |         |
| 2000 | Detective Conan: Captured in Her Eyes                                                             | Ai Haibara                                                                               |                |         |
| 2000 | Pocket Monsters the Movie - Emperor of the Crystal Tower                                          | Musashi (Jessie), Satoshi's Fushigidane (Ash's Bulbasaur)                                |                |         |
| 2001 | Detective Conan: Countdown to Heaven                                                              | Ai Haibara                                                                               |                |         |
| 2001 | Cowboy Bebop: The Movie                                                                           | Faye Valentine                                                                           |                |         |
| 2001 | Clockwork Island Adventure                                                                        | Honey Queen                                                                              |                |         |
| 2001 | Pocket Monsters the Movie - Celebi: Encounter Beyond Time                                         | Musashi (Jessie)                                                                         |                |         |
| 2001 | Slayers Premium                                                                                   | Lina Inverse                                                                             |                | [ 45 ]  |
| 2001 | Vampire Hunter D: Bloodlust                                                                       | Leila                                                                                    |                |         |
| 2001 | i Gi Charat - A Trip to the Planet                                                                | Piyoko                                                                                   |                |         |
| 2002 | Pocket Monsters the Movie - Guardian Gods of the City of Water                                    | Musashi (Jessie), Latias                                                                 |                |         |
| 2002 | Detective Conan: The Phantom of Baker Street                                                      | Ai Haibara                                                                               |                |         |
| 2003 | Detective Conan: Crossroad in the Ancient Capital                                                 | Ai Haibara                                                                               |                |         |
| 2003 | Pocket Monsters Advanced Generation the Movie - Wishing Star of the Seven Nights: Jirachi         | Musashi (Jessie), Absol                                                                  |                |         |
| 2004 | Detective Conan: Magician of the Silver Sky                                                       | Ai Haibara                                                                               |                |         |
| 2004 | Pocket Monsters Advanced Generation the Movie - Sky-Splitting Visitor: Deoxys                     | Musashi (Jessie), Takeshi's Mizugorou (Brock's Mudkip), Haruka's Eneco (May's Skitty)    |                |         |
| 2004 | Doraemon: Nobita in the Wan-Nyan Spacetime Odyssey                                                | Ichi/Hachi                                                                               |                |         |
| 2005 | Detective Conan: Strategy Above the Depths                                                        | Ai Haibara                                                                               |                |         |
| 2005 | Lupin the 3rd: Crisis in Tokyo                                                                    | Maria                                                                                    |                |         |
| 2005 | Pocket Monsters Advanced Generation the Movie - Mew and the Wave Hero: Lucario                    | Musashi (Jessie), Satoshi's Gomazou (Ash's Phanpy), Takeshi's Mizugorou (Brock's Mudkip) |                |         |
| 2006 | Detective Conan: The Private Eyes' Requiem                                                        | Ai Haibara                                                                               |                |         |
| 2006 | Paprika                                                                                           | Dokter Atsuko "Paprika" Chiba                                                            |                |         |
| 2006 | Pocket Monsters Advanced Generation the Movie - Pokémon Ranger and the Prince of the Sea: Manaphy | Musashi (Jessie)                                                                         |                |         |
| 2006 | Tenchi Muyo! in Love                                                                              | Achika Masaki                                                                            |                | [ 46 ]  |
| 2007 | Detective Conan: Jolly Roger in the Deep Azure                                                    | Ai Haibara                                                                               |                |         |
| 2007 | Evangelion: 1.0 You Are (Not) Alone                                                               | Rei Ayanami                                                                              |                |         |
| 2007 | Highlander: The Search for Vengeance                                                              | Kyala                                                                                    |                |         |
| 2007 | Pocket Monsters Diamond & Pearl the Movie - Dialga VS Palkia VS Darkrai                           | Musashi (Jessie)                                                                         |                |         |
| 2008 | Detective Conan: Full Score of Fear                                                               | Ai Haibara                                                                               |                |         |
| 2008 | Pocket Monsters Diamond & Pearl the Movie - Giratina and the Sky's Bouquet: Shaymin               | Musashi (Jessie), Satoshi's Hikozaru (Ash's Chimchar)                                    |                |         |
| 2009 | Evangelion: 2.0 You Can (Not) Advance                                                             | Rei Ayanami                                                                              |                |         |
| 2009 | Pocket Monsters Diamond & Pearl the Movie - Arceus: To a Conquering Spacetime                     | Musashi (Jessie)                                                                         |                | [ 47 ]  |
| 2009 | Detective Conan: The Raven Chaser                                                                 | Ai Haibara                                                                               |                |         |
| 2010 | Mardock Scramble: The First Compression                                                           | Rune Balot                                                                               |                |         |
| 2010 | Pocket Monsters Diamond & Pearl the Movie - Supreme Ruler of Illusions: Zoroark                   | Musashi (Jessie)                                                                         |                |         |
| 2010 | Detective Conan: The Lost Ship in the Sky                                                         | Ai Haibara                                                                               |                |         |
| 2011 | Mardock Scramble: The Second Combustion                                                           | Rune Balot                                                                               |                |         |
| 2011 | Pocket Monsters Best Wishes! the Movie - Victini and the Black Hero: Zekrom                       | Musashi (Jessie)                                                                         |                |         |
| 2011 | Pocket Monsters Best Wishes! the Movie - Victini and the White Hero: Reshiram                     | Musashi (Jessie)                                                                         |                |         |
| 2011 | Detective Conan: Quarter of Silence                                                               | Ai Haibara                                                                               |                |         |
| 2012 | Asura                                                                                             | Wakasa                                                                                   |                |         |
| 2012 | Evangelion: 3.0 You Can (Not) Redo                                                                | Rei Ayanami (Tentative Name)                                                             |                |         |
| 2012 | Mardock Scramble: The Third Exhaust                                                               | Rune Balot                                                                               |                |         |
| 2012 | Pocket Monsters Best Wishes! the Movie - Kyurem VS the Sacred Swordsman: Keldeo                   | Satoshi's Tsutarja (Ash's Snivy), Joy's Tabunne (Nurse Joy's Audino)                     |                |         |
| 2012 | Wolf Children                                                                                     | Mrs. Fujii                                                                               |                |         |
| 2012 | Detective Conan: The Eleventh Striker                                                             | Ai Haibara                                                                               |                |         |
| 2012 | Smile PreCure! The Movie: Big Mismatch in a Picture Book!                                         | Niko                                                                                     |                | [ 48 ]  |
| 2013 | Detective Conan: Private Eye in the Distant Sea                                                   | Ai Haibara                                                                               |                |         |
| 2013 | Lupin the 3rd vs. Detective Conan: The Movie                                                      | Ai Haibara                                                                               |                |         |
| 2013 | Pocket Monsters Best Wishes! the Movie - ExtremeSpeed Genesect: Mewtwo Awakens                    | Musashi (Jessie), Satoshi's Tsutarja (Ash's Snivy), Joy's Tabunne (Nurse Joy's Audino)   |                |         |
| 2014 | Pokémon the Movie XY: The Cocoon of Destruction and Diancie                                       | Musashi (Jessie), Serena's Fokko (Serena's Fennekin)                                     |                |         |
| 2014 | Detective Conan: Dimensional Sniper                                                               | Ai Haibara                                                                               |                |         |
| 2014 | Expelled from Paradise                                                                            |                                                                                          |                | [ 49 ]  |
| 2015 | Detective Conan: Sunflowers of Inferno                                                            | Ai Haibara                                                                               |                |         |
| 2015 | Pokémon the Movie XY - The Archdjinni of the Rings: Hoopa                                         | Musashi (Jessie)                                                                         |                |         |
| 2016 | Detective Conan: The Darkest Nightmare                                                            | Ai Haibara                                                                               |                |         |
| 2016 | Pokémon the Movie XY&Z: Volcanion and the Exquisite Magearna                                      | Musashi (Jessie), Serena's Tairenar (Serena's Braixen)                                   |                |         |
| 2017 | Pokémon the Movie: I Choose You!                                                                  | Musashi (Jessie)                                                                         |                |         |
| 2018 | Detective Conan: Zero the Enforcer                                                                | Ai Haibara                                                                               |                |         |
| 2018 | Pokémon the Movie: Everyone's Story                                                               | Musashi (Jessie)                                                                         |                |         |

### Videogames
| Jaar | Titel                                            | Platform                                        | Rol                              | Bijzonderheden | Bronnen              |
| ---- | ------------------------------------------------ | ----------------------------------------------- | -------------------------------- | -------------- | -------------------- |
| 1995 | Blue Seed: The Legend of Hiroku Kushinada        | Sega Saturn                                     | Momiji Fujimiya                  |                | [ 50 ]               |
| 1995 | 3×3 Eyes Kyusei Koshu                            | PlayStation, Sega Saturn                        | Pai                              |                | [ 51 ] [ 52 ]        |
| 1996 | Neon Genesis Evangelion                          | Sega Saturn                                     | Rei Ayanami                      |                | [ 53 ]               |
| 1996 | Ranma ½: Battle Renaissance                      | PlayStation                                     | Ranma Saotome (vrouwelijke vorm) |                | [ 54 ] [ 55 ]        |
| 1997 | Ray Tracers                                      | Playstation                                     | Asuka Saito                      |                |                      |
| 1997 | Neon Genesis Evangelion: 2nd Impression          | Sega Saturn                                     | Rei Ayanami                      |                | [ 56 ]               |
| 1997 | Saber Marionette J: Battle Sabers                | PlayStation                                     | Lime                             |                | [ 57 ]               |
| 1997 | Neon Genesis Evangelion: Girlfriend of Steel     | Windows 95, Macintosh, Sega Saturn, PlayStation | Rei Ayanami, Mana Kirishima      |                | [ 58 ] [ 59 ] [ 60 ] |
| 1997 | Slayers Royal                                    | Sega Saturn, PlayStation                        | Lina Inverse                     |                | [ 61 ] [ 62 ]        |
| 1997 | Super Robot Wars F                               | Sega Saturn                                     | Patricia Hackman                 |                | [ 63 ]               |
| 1998 | Mobile Suit Gundam: Gihren's Greed               | Sega Saturn                                     | Christina Mackenzie              |                | [ 64 ]               |
| 1998 | Lunar 2: Eternal Blue Complete                   | Sega Saturn                                     | Lemina Ausa                      |                | [ 65 ]               |
| 1998 | 3×3 Eyes Tenrin' o Genmu                         | PlayStation                                     | Pai                              |                | [ 66 ] [ 67 ]        |
| 1998 | Slayers Royal 2                                  | Sega Saturn                                     | Lina Inverse                     |                | [ 68 ] [ 69 ]        |
| 2000 | Love Hina 1: Ai wa Kotoba no Naka ni             | PlayStation                                     | Haruka Urashima                  |                | [ 70 ]               |
| 2001 | Neon Genesis Evangelion: Ayanami Raising Project | Windows 95, Windows 98                          | Rei Ayanami                      |                | [ 71 ] [ 72 ]        |
| 2003 | Love Hina Gorgeous: Chiratto Happening           | PlayStation, PlayStation 2                      | Haruka Urashima                  |                | [ 73 ] [ 74 ]        |
| 2011 | Dissidia 012 Final Fantasy                       | PlayStation Portable                            | Shantotto                        |                | [ 75 ]               |
| 2017 | Danganronpa V3: Killing Harmony                  | PlayStation 4, PS Vita, PC                      | Shuichi Saihara                  |                |                      |

### Nasynchronisatie
| Jaar†      | Titel                              | Rol                    | Oorspronkelijke acteur | Bijzonderheden | Bronnen       |
| ---------- | ---------------------------------- | ---------------------- | ---------------------- | -------------- | ------------- |
| 1965-12-09 | Peanuts ("Charlie Brown") specials | Marcie                 |                        |                | [ 76 ]        |
| 1994       | True Lies                          | Dana Tasker            | Eliza Dushku           |                | [ 77 ] [ 78 ] |
| 1997       | Donkey Kong Country                | Diddy Kong             | Andrew Sabiston        |                | [ 79 ]        |
| 2001       | Amélie                             | Amélie Poulain         | Audrey Tautou          |                | [ 80 ]        |
| 2013       | Her                                | Samantha               | Scarlett Johansson     |                | [ 81 ]        |
| 2013       | Pacific Rim                        | Mako Mori              | Rinko Kikuchi          |                | [ 82 ] [ 83 ] |
| 2014       | Chef                               | Molly                  | Scarlett Johansson     |                | [ 84 ] [ 85 ] |
| 2016       | Independence Day: Resurgence       | Dr. Catherine Marceaux | Charlotte Gainsbourg   |                | [ 86 ] [ 87 ] |
| 2016       | RWBY                               | Raven Branwen          |                        |                |               |
| 2018       | Pacific Rim Uprising               | Mako Mori              | Rinko Kikuchi          |                | [ 88 ]        |

† Oorspronkelijke uitgave

### Drama-cd
| Jaar | Titel                            | Label        | Catalogusnummer                                             | Rol                | Notes       | Bronnen         |
| ---- | -------------------------------- | ------------ | ----------------------------------------------------------- | ------------------ | ----------- | --------------- |
| 1990 | RG Veda                          | King Records | KICA-19                                                     | Ashura             |             | [ 89 ]          |
| 1992 | Nekomusume Sound Phase 0I        | King Records | KICA-123                                                    | Natsume Atsuko     |             | [ 90 ]          |
| 1992 | Nekomusume Sound Phase 0II       | King Records | KICA-129                                                    | Natsume Atsuko     |             | [ 91 ]          |
| 1993 | Nekomusume Sound Phase 0III      | King Records | KICA-140                                                    | Natsume Atsuko     |             | [ 92 ]          |
| 1993 | Nekomusume Sound Phase 0V        | King Records | KICA-152                                                    | Natsume Atsuko     |             | [ 93 ]          |
| 1993 | Nekomusume Sound Phase 0VI       | King Records | KICA-164                                                    | Natsume Atsuko     |             | [ 94 ]          |
| 1994 | GS Mikami Gokuraku Daisakusen    | —            | KICA-211                                                    | dj                 |             | [ 95 ]          |
| 1994 | Bakuretsu Hunter Whip 2          | Starchild    | KICA-213                                                    |                    |             | [ 96 ] [ 97 ]   |
| 1994 | Popful Mail Paradise             | King Records | - KICA-1150 - KICA-1156 - KICA-1161 - KICA-1164 - KICA-1169 | Mail               | Vijf cd's   | [ 98 ] [ 99 ]   |
| 1995 | Bakuretsu Hunter Whip 5          | King Records | KICA-229                                                    |                    |             | [ 100 ]         |
| 1995 | Saber Marionette R first series  | Starchild    | KICA-234                                                    |                    |             | [ 101 ]         |
| 1995 | Saber Marionette R second series | Starchild    | KICA-240                                                    |                    |             | [ 102 ]         |
| 1995 | Saber Marionette R third series  | Starchild    | KICA-244                                                    |                    |             | [ 103 ]         |
| 1995 | Bakuretsu Hunter II              | King Records | KICA-245, … KICA-278                                        | Tira Misu          | Vijf CDs    | [ 89 ] [ 104 ]  |
| 1996 | Saber Marionette J first series  | Starchild    | KICA-288                                                    |                    |             | [ 105 ]         |
| 1996 | Saber Marionette J second series | Starchild    | KICA-292                                                    |                    |             | [ 106 ]         |
| 1996 | Saber Marionette J third series  | Starchild    | KICA-299                                                    |                    |             | [ 107 ]         |
| 1996 | Saber Marionette J fourth series | Starchild    | KICA-304                                                    |                    |             | [ 108 ]         |
| 1996 | Mujintou Monogatari              | —            | JSCA-29040                                                  | Saori Kurashima    |             | [ 109 ]         |
| 1996 | Popful Mail The Next Generation  | King Records | - KICA-1184 - KICA-1195                                     | Mail               | Twee cd's   | [ 98 ] [ 110 ]  |
| 1997 | Jungle de Ikou!                  | King Records | - KICA-346 - KICA-353 - KICA-363                            | Ongo               | Drie cd's   | [ 89 ] [ 111 ]  |
| 2000 | DiGi Charat CD Drama so nyo 4    | —            | GCFC-008                                                    | Pyokola-Analog III |             | [ 112 ]         |
| 2000 | DiGi Charat CD Drama so nyo 5    | —            | GCFC-010                                                    | Pyokola-Analog III |             | [ 113 ]         |
| 2005 | Slayers vs. Orphen               | King Records | —                                                           | Lina Inverse       |             | [ 114 ] [ 115 ] |
| —    | Akihabara Dennou Gumi            | —            | —                                                           | Tsubame            | Radio drama | [ 116 ]         |
| —    | Dancing Whispers                 | —            | —                                                           | Miifa              |             | [ 117 ]         |
| —    | Di Gi Charat                     | —            | —                                                           | Pyokola-Analog III |             | [ 118 ]         |
| —    | GS Mikami Gokuraku Daisakusen!!  | —            | —                                                           | dj                 |             | [ 119 ]         |
| —    | Kodomotachi ha Yoru no Juunin    | —            | —                                                           | Yumi               |             | [ 120 ]         |
| —    | Lamune & 40 DX                   | —            | —                                                           | Mountain Dew Gold  |             | [ 121 ]         |
| —    | Lips the Agent                   | —            | —                                                           | Yuu, Winter Fairy  |             | [ 122 ]         |
| —    | Love Hina                        | —            | —                                                           | Urashima Haruka    |             | [ 123 ]         |
| —    | Mujintou Monogatari              | —            | —                                                           | Kurashima Saori    |             | [ 124 ]         |
| —    | Neon Genesis Evangelion          | —            | —                                                           | Rei Ayanami        |             | [ 125 ]         |
| —    | Shadow Skill                     | —            | —                                                           | El Lag             |             | [ 126 ]         |
| —    | Slayers Extra                    | —            | —                                                           | Lina Inverse       |             | [ 127 ]         |
| —    | SM Girls Saber Marionette J      | —            | —                                                           | Lime               |             | [ 128 ]         |
| —    | SM Girls Saber Marionette R      | —            | —                                                           | Lime               |             | [ 129 ]         |
| —    | Tokyo Juliette                   | —            | —                                                           | Ayase Minori       |             | [ 130 ]         |

## Discografie
| Uitgave           | Album                                                          | Catalogusnummer    | Hitlijstscore | Bijzonderheden                                                                |
| ----------------- | -------------------------------------------------------------- | ------------------ | ------------- | ----------------------------------------------------------------------------- |
| 25 mei 1989       | Yakusoku Dayo (約束だよ)                                       | POOP-40010         | —             | Single                                                                        |
| 28 februari 1990  | Pulse                                                          | TYDY-5127          | 92            | Single                                                                        |
| 5 maart 1991      | Niji-iro no Sneaker (虹色のSneaker)                            | KIDA-15            | 43            | Single                                                                        |
| 21 maart 1991     | Half and Half                                                  | KICS-100           | 45            | Album                                                                         |
| 5 maart, 1992     | Whatever                                                       | KICS-176           | 18            | Album                                                                         |
| 24 juni 1992      | Yume wo Dakishimete (夢を抱きしめて)                           | KIDA-42            | 90            | Single – Magical Princess Minky Momo theme                                    |
| 5 augustus 1992   | Haruneko Fushigi Tsukiyo (春猫不思議月夜)                      | KIDA-45            | 49            | Single                                                                        |
| 5 augustus 1992   | Perfume                                                        | KICS-215           | 13            | Album                                                                         |
| 24 maart 1993     | Our Good Day… Bokura no Good Day (Our Good Day…僕らのGood Day) | KIDA-54            | 54            | Single                                                                        |
| 23 augustus 1993  | Shamrock                                                       | KICS-345           | 12            | Album                                                                         |
| 26 november 1993  | Yume Hurry Up (夢Hurry Up)                                     | KIDA-69            | 58            | Single                                                                        |
| 25 mei 1994       | Until Strawberry Sherbet                                       | KIDA-81            | 42            | Single                                                                        |
| 2 juli 1994       | Sphere                                                         | KICS-430           | 8             | Album                                                                         |
| 3 november 1994   | Touch and Go!!                                                 | KIDA-90            | 37            | Single – Blue Seed eindgeneriek                                               |
| 21 december 1994  | Pulse                                                          | TYCY-5413          | 84            | Album – Er bestaat ook een singleversie                                       |
| 3 maart 1995      | Enfleurage                                                     | KICS-475           | 6             | Album                                                                         |
| 21 juli 1995      | Midnight Blue                                                  | KIDA-108           | 27            | Single – Slayers the Motion Picture eindgeneriek                              |
| 6 december 1995   | Going History                                                  | KIDA-124           | 25            | Single – Slayers openingsgeneriek en Slayers Extra eindgeneriek               |
| 24 april 1996     | Give a Reason                                                  | KIDA-128           | 9             | Single – Slayers Next thema                                                   |
| 22 mei 1996       | Kagirinai Yokubo no Naka ni (限りない欲望の中に)               | KIDA-134           | 20            | Single – Slayers Special generiek                                             |
| 5 juli 1996       | Just Be Conscious                                              | KIDA-136           | 11            | Single – Slayers Return generiek                                              |
| 21 augustus 1996  | Alchemy Of Love                                                | PIDA-1033          | 26            | Single – Tenchi Muyo in Love generiek                                         |
| 23 oktober 1996   | Successful Mission                                             | KIDA-138           | 7             | Single – Saber Marionette J openingsgeneriek                                  |
| 1 november 1996   | Bertemu                                                        | KICS-590           | 3             | Album                                                                         |
| 5 maart 1997      | Yakusoku Dayo (約束だよ)                                       | PODX-1020          | 51            | Single (heruitgave)                                                           |
| April 23, 1997    | Don't Be Discouraged                                           | KIDA-148           | 4             | Single – Slayers Try eindgeneriek                                             |
| 6 augustus 1997   | Iravati                                                        | KICS-640           | 5             | Album                                                                         |
| 2 juli 1997       | Reflection                                                     | KIDA-154           | 7             | Single – Slayers Great generiek                                               |
| 4 februari 1998   | Fine Colorday                                                  | KIDA-158           | 9             | Single – All Purpose Cultural Cat Girl Nuku Nuku openingsgeneriek             |
| 24 april 1998     | Infinity                                                       | KIDA-161           | 8             | Single – Lost Universe openingsgeneriek                                       |
| 3 juli 1998       | Raging Waves                                                   | KIDA-163           | 8             | Single – Slayers Gorgeous generiek                                            |
| 4 september 1998  | A House Cat                                                    | KIDA-165           | 6             | Single – All Purpose Cultural Cat Girl Nuku Nuku DASH! openingsgeneriek       |
| 10 oktober 1998   | Proof of Myself                                                | KIDA-170           | 9             | Single – Saber Marionette J to X openingsgeneriek                             |
| 28 mei 1999       | Question At Me                                                 | KIDA-180           | 14            | Single                                                                        |
| 27 oktober 1999   | Fuwari (ふわり)                                                | KICS-755           | 5             | Album                                                                         |
| 3 december 1999   | Booska! Booska!! (ブースカ！ブースカ！！)                      | KIDA-190           | 50            | Single                                                                        |
| 26 april 2000     | Vintage S                                                      | KICS-790           | 4             | Album – Greatest Hits compilatie                                              |
| 24 mei 2000       | Sakura Saku (サクラサク)                                       | KICA-506           | 7             | Single – Love Hina openingsgeneriek                                           |
| 21 juni 2000      | Vintage A                                                      | KICS-810           | 6             | Album – Greatest Hits compilatie                                              |
| 25 oktober 2000   | Unsteady                                                       | KIDA-204           | 14            | Single – Invincible King Tri-Zenon openingsgeneriek                           |
| 29 augustus 2001  | Over Soul                                                      | KICM-3016          | 7             | Single – Shaman King openingsgeneriek                                         |
| 29 december 2001  | Brave Heart                                                    | KICM-3021          | 11            | Single – Shaman King lied                                                     |
| 5 december 2001   | Feel Well                                                      | KICM-3020          | 11            | Single – Slayers Premium generiek                                             |
| 27 maart 2002     | Northern Lights                                                | KICM-3027          | 3             | Single – Shaman King openingsgeneriek                                         |
| 24 april 2002     | Treat or Goblins                                               | KICM-3030          | 19            | Single – Magical Shopping Arcade Abenobashi openingsgeneriek                  |
| 26 juni 2002      | Feel Well                                                      | KICS-955           | 7             | Album                                                                         |
| 25 september 2002 | Koibumi                                                        | KICM-3035          | 7             | Single – Shrine of the Morning Mist eindgeneriek                              |
| 26 september 2003 | Makenaide Makenaide (負けないで、負けないで...)                | KICM-1083          | 8             | Single – Megumi Hayashibara's Heartfull Station openingsgeneriek              |
| 7 januari 2004    | Center Color                                                   | KICS-1070          | 10            | Album                                                                         |
| 26 juli 2006      | Meet Again                                                     | KICM-1164          | 12            | Single – Ter ere van het 10de jubileum van Slayers                            |
| 7 februari 2007   | A Happy Life                                                   | KICM-1196          | 12            | Single – Gakuen Utopia Manabi Straight! openingsgeneriek                      |
| 21 april 2007     | Plain                                                          | KICS-1303          | 18            | Album                                                                         |
| 21 april 2007     | Tanoshii Douyou                                                | KICG-53 / 55       | 70            | Album                                                                         |
| 25 juni 2008      | Slayers Megumix                                                | KICA-916~918       | 14            | Album – Slayers openingsgeneriek                                              |
| 23 juli 2008      | Plenty of Grit                                                 | KICM-1245          | 6             | Single – Slayers Revolution openingsgeneriek                                  |
| 18 februari 2009  | Front Breaking                                                 | KICM-1268          | 15            | Single – Slayers Evolution-R openingsgeneriek                                 |
| 22 april 2009     | Shuketsu no Sono he (集結の園へ)                               | KICM-1271          | 7             | Single – Neon Genesis Evangelion (CR Shin Seiki Evangelion -Saigo no Shisha-) |
| 4 oktober 2009    | Moe Fire (萌えふぁいやー)                                      | NMAX-80005         | —             | [ 205 ]                                                                       |
| 21 juli 2010      | Choice                                                         | KICS-1548          | 6             | Album                                                                         |
| 21 juli 2010      | Shūketsu no sadame (集結の運命)                                | KICM-1310          | 6             | Single                                                                        |
| 11 juni 2011      | Vintage White                                                  | KICS-1670          | 9             | Album                                                                         |
| 29 september 2012 | Tsubasa (つばさ)                                               | KICM-1414          | 36            | Single                                                                        |
| 17 juli 2015      | Time Capsule                                                   | KICS-3192          | 10            | Album                                                                         |
| 21 oktober 2015   | Sanhara Divine Power (サンハーラ～聖なる力～)                  | KICM-3302          | 17            | Single                                                                        |
| 3 februari 2016   | Usurahi Shinju (薄ら氷心中)                                    | KICM-3315          | 9 (BJ) 13 (O) | Single                                                                        |
| 3 februari 2016   | Duo                                                            | KICS-3346 / 3348   | 12            | Album                                                                         |
| 22 februari 2017  | Imawa no Shinigami / Inochi no Ibuki (今際の死神/命の息吹き)   | KICM-3320          | 31            | Single                                                                        |
| 3 mei 2017        | with you                                                       | KICS-93489 / 93490 | 11            | Album                                                                         |
| 30 maart 2018     | Fifty~Fifty                                                    | KICS-93693         | 18            | Album                                                                         |

- Bibliothèque nationale de France: cb141859843 (data)
- CiNii: DA1347739X
- International Standard Name Identifier: 0000 0001 0761 5954
- Library of Congress Control Number: no2010186815
- MusicBrainz: 375a3c4c-7898-47f0-ad0e-443a75148c7a
- Bibliotheek van het Japanse parlement: 00539590
- Virtual International Authority File: 160281438